# Johann von Koin
Johann von Koin foi um comandante de infantaria militar neerlandês nascido na alemanha, que comandou invasões contra as colônias portuguesas no Brasil à serviço da Casa de Orange-Nassau, morreu em 1632, durante uma tentativa de invasão a capitania portuguesa do Espírito Santo, pelos relatos, após ver que a batalha estava perdida, fugiu com 25 homens para o interior da capitânia e nunca mais foi visto, provavelmente, foi morto pelos índios.
Em 1632 não houve tentativa de invasão holandesa no Espírito Santo. Essa segunda tentativa de invasão deu-se em 1640. Ver Basílio de Carvalho Daemon , página 169. 
O coronel Johann Von Koin estava na invasão da Ilha de São Luís do Maranhão em 1641 e, a capturou junto do almirante holandês Jan Cornelisz Lichthart que comandava as Naus Neerlandesas portanto não morreu em 1632. 
Ver cronologia de Nassau (ano de 1641)